# سارة كرولي
سارة كرولي (بالإنجليزية: Sarah Crowley)‏ هي تريثلت أسترالية، ولدت في 4 فبراير 1983 في أديلايد في أستراليا.

## وصلات خارجية
- الموقع الرسمي
- سارة كرولي على موقع اتحاد الترياتلون الدولي (الإنجليزية)
- سارة كرولي على موقع IAT Triathlon Database (الإنجليزية)